# Mount Conner
Mount Conner, ook bekend als Attila en Artilla, en soms Mount Connor, is een berg van het type inselberg in de Australische deelstaat Noordelijk Territorium. De berg ligt in de zuidwesthoek van deze deelstaat op 75 kilometer ten zuidoosten van Lake Amadeus. Hij heeft een hoogte van 859 boven zeeniveau en steekt met 300 meter uit boven het omliggende terrein.
Mount Conner is een afgeplatte en hoefijzervormige inselberg die deel uitmaakt van dezelfde grote, rotsachtige ondergrond als onder Uluṟu en Kata Tjuṯa. Het kan gemakkelijk verward worden met Uluṟu, omdat de berg gezien kan worden vanaf de weg naar Uluṟu en Kata Tjuṯa, bij het naderen van Alice Springs. De berg kreeg zijn naam van William Gosse in 1873 en werd vernoemd naar de Zuid-Australische politicus M. L. Conner.

## Geologie
De sedimentlagen van Mount Conner zijn afgezet in een ondiepe zee tijdens het Neoproterozoïcum (1Ga tot 542Ma) in de toenmalige Centralian Superbasin, die in verschillende deelstroomgebieden verdeeld was aan het einde van het Neoproterozoïcum. De rots van de berg is 200 tot 300 miljoen jaar ouder dan Uluṟu en Kata Tjuṯa. In de omliggende lagen van sedimentair gesteente zijn geërodeerd waardoor het gesteente van Mount Conner in de vorm van een tafelberg achterbleef.